# Åh döds
Åh döds är en låt av Bob hund och släpptes som digital singel den 6 juli 2013, tillsammans med spåret Alla ackord samtidigt.